# Crescentaleyrodes fumipennis
Crescentaleyrodes fumipennis es un hemíptero de la familia Aleyrodidae, con una subfamilia: Aleyrodinae.
fue descrita científicamente por primera vez por Hempel en 1899.